# Trapiche, Chiapas
Trapiche är en ort i Mexiko.   Den ligger i kommunen Salto de Agua och delstaten Chiapas, i den sydöstra delen av landet, 800 km öster om huvudstaden Mexico City. Trapiche ligger 63 meter över havet och antalet invånare är 399.
Terrängen runt Trapiche är huvudsakligen kuperad, men söderut är den platt. Runt Trapiche är det ganska glesbefolkat, med 38 invånare per kvadratkilometer. Närmaste större samhälle är Salto de Agua, 11,3 km nordväst om Trapiche. Trakten runt Trapiche består till största delen av jordbruksmark.